# Митрий
Митрий (на латински: Mitrius; на френски: Mitre) е западноримски християнски светец от V век, чиято памет се тачи на 13 ноември.

## Житие
Според легендата Митрий е роден в Солун в заможно семейство. На 24-годишна възраст напуска родителите си, заминава за провинцията Нарбонска Галия и започва служба при претора Арвенд в Акве Секстие (днес Екс ан Прованс). Митрий често критикува Арвенд, който води неморален живот с чужда жена, и господарят му постепенно го намразва.
Арвенд има лозе на запад от Вила де Турибус, за което се грижи Митрий. За да има претекст да се отърве от ратая, Арвенд изпраща слугите си да оберат гроздето, след което обвинява Митрий, че е му е откраднал реколтата и е направил вино от нея, а после го е раздал на бедните. Митрий, който е християнин, измолва от Господ да върне гроздето на мястото му по клонките на лозята, но Арвенд настоява, че станалото чудо е плод на магьосничество. Затова Митрий е затворен в кула в комитския дворец (разрушен през 1786 г. за да се построи съдилище), а по-късно - и осъден на смърт и обезглавен в двора на съда.

## Мощи
Според легендата, след обезглавяването си, Митрий взима отрязаната си глава и я отнася в местна църква посветена на Света Богородица (на която по-късно става патрон) и едва тогава умира.
Мощите му са пренесени в построената през XII век катедрала „Свети Спасител“ в Екс ан Прованс на 23 октомври 1383 година. Пренасянето на мощите на Митрий в Екската катедрала ѝ позволява да се сдобие със светец от същата величина, като двете други най-големи тогавашни провансалски църкви, в които са по онова време мощите на Виктор Марсилски и Генезий Арлски.
Смята се, че саркофагът в параклиса „Св. св. Козма и Дамян“ на катедралата, изграден в края на XVI век, е първоначалният саркофаг, в който е бил погребан Митрий. Саркофагът очевидно е употребяван многократно. На него е изобразен Христос на върха на планина, от която текат четирите реки на Рая, заобиколен от своите апостоли. В краката му има двама души - вероятно тези, за които саркофагът първоначално е бил предназначен. Капакът е езически, с изображение на крилати гении.
Днес (XXI век) мощите на Митрий се пазят в гробница от бял мрамор в параклиса „Свети Лаврентий“, разположен извън стените на катедралата.